# Børge Thorup
Børge Thorup (ur. 4 października 1943 w Kopenhadze) – duński piłkarz występujący na pozycji obrońcy.

## Kariera klubowa
Thorup karierę rozpoczynał w sezonie 1962 w pierwszoligowym zespole Brønshøj BK. W sezonie 1964 spadł z nim do drugiej ligi. W 1966 roku przeszedł do szkockiego Greenock Morton ze Scottish Division Two. W sezonie 1966/1967 awansował z nim do Scottish Division One.
W 1968 roku Thorup odszedł do Hamilton Academical, grającego w Scottish Division Two. Spędził tam sezonu 1968/1969. W 1969 roku został graczem angielskiego Crystal Palace. W angielskim Division One zadebiutował 27 grudnia 1969 w przegranym 1:5 meczu z Chelsea. Jednocześnie było to jedyne spotkanie rozegrane przez niego w barwach Crystal Palace.
W 1971 roku Thorup wrócił do Greenock Morton. Po jednym sezonie przeniósł się do Clydebank ze Scottish Division Two, a w 1973 roku odszedł do Brønshøj BK. W sezonie 1973 spadł z nim z drugiej ligi do trzeciej. W 1974 roku zakończył karierę.

## Kariera reprezentacyjna
W reprezentacji Danii Thorup wystąpił jeden raz, 27 października 1965 w zremisowanym 1:1 meczu eliminacji Mistrzostw Świata 1966 z Grecją.